# Ригельсберг
Ригельсберг (нем. Riegelsberg) — община в Германии, в земле Саар. Входит в состав района Саарбрюкен.Население составляет 14 тыс. человек (2021). Занимает площадь 14,65 км². Община подразделяется на 2 сельских округа.

## Население
| Год  | Численность | Численность |
| ---- | ----------- | ----------- |
| 1975 | 13 666      | [ 3 ]       |
| 2017 | 14 515      | [ 1 ]       |
| 2019 | 14 501      | [ 4 ]       |
| 2021 | 14 268      | [ 5 ]       |
| 2022 | 14 360      | [ 6 ]       |
| 2023 | 14 331      | [ 2 ]       |

## Транспорт
Ригельсберг связан с Саарбрюккеном и Саргемином (Франция) линией междугородного трамвая (tram-train, «трамвай-поезд») Saarbahn.